# سمية حرشفية
سُمِّيَّة حرشفية فطر من جنس السمية.